# Jean-Mathieu-Philibert Sérurier

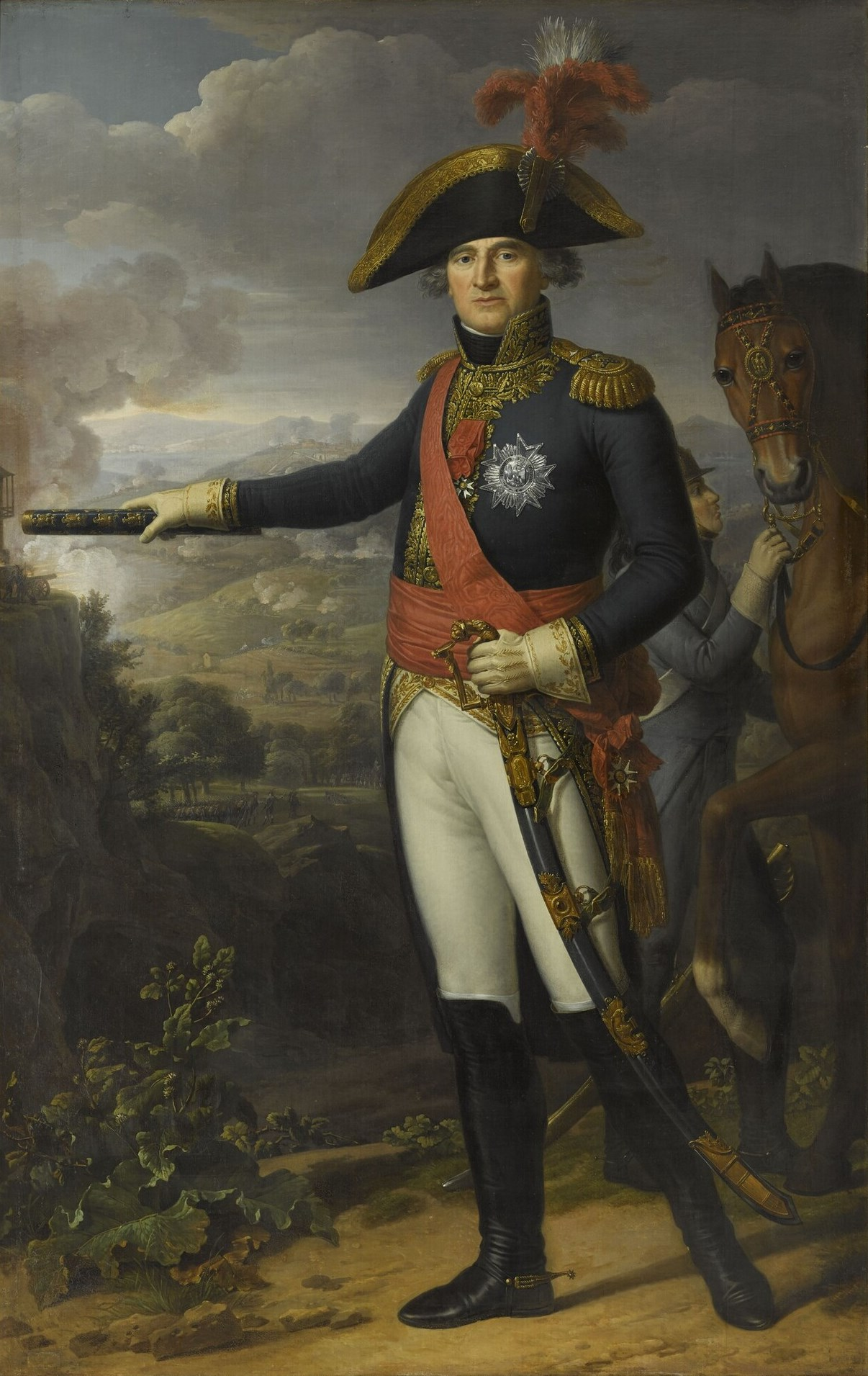
Jean-Mathieu-Philibert Sérurier

Jean-Mathieu-Philibert Sérurier, 1e graaf Sérurier (Laon, 8 december 1742 - Parijs, 21 december 1819) was een Frans militair, politicus en maarschalk van Frankrijk.

## Jonge jaren
Sérurier werd geboren in een middenklassengezin in Laon. In die stad werd hij luitenant in de militie en daarna schreef hij zich in bij het Franse leger. Hij diende in de Zevenjarige Oorlog, onder andere in campagnes naar Hannover (1759), Portugal (1762) en Corsica (1771). Bij het uitbreken van de Franse Revolutie had hij de rang van majoor, en nadien werd Sérurier achtereenvolgens kolonel, brigadegeneraal en divisiegeneraal.

## Na de Revolutie en onder Napoleon
In de oorlogen die uitbraken na de Franse Revolutie vocht Sérurier onder Kellermann en Schérer in het Leger van de Alpen. Na 1795 werd hij overgeplaatst naar Napoleons Italiaanse Leger, en vocht daar mee in de slagen van Vico, Mondovi, Castiglione en het Beleg van Mantua.
Naast zijn militaire vaardigheden bezat hij ook bestuurlijke talenten, in het bijzonder in zijn functies als gouverneur van Venetië (1801) en Lucca (1798). Tijdens de staatsgreep van Napoleon in 1799 hielp Sérurier hem. Onder Napoleon had Sérurier een glansrijke carrière als senator, maarschalk (in 1804) en gouverneur van Les Invalides. Ook kreeg hij van Napoleon de titel van comte de l'Empire (graaf) in 1808. In zijn functie van gouverneur van Les Invalides vernietigde hij alle buitgemaakte vaandels van Napoleon, toen Parijs door de geallieerden werd bedreigd in 1814.

## Latere leven
Ondanks zijn daad stemde Sérurier voor de abdicatie van Napoleon later dat jaar en steunde hij de Restauratie van de Bourbon-dynastie. Hij werd uit zijn functie bij Les Invalides gezet omdat hij Napoleon tijdens diens Honderd Dagen wel weer steunde, maar stemde wel voor de doodstraf van Michel Ney.
Sérurier stierf in afzondering en werd begraven in Père Lachaise, totdat zijn lichaam in 1847 naar Les Invalides werd overgebracht. In Laon is een standbeeld ter herinnering aan hem opgericht.
Louis Alexandre Berthier · Joachim Murat · Bon Adrien Jeannot de Moncey · Jean-Baptiste Jourdan · André Masséna · Pierre François Charles Augereau · Jean-Baptiste Bernadotte · Guillaume Brune · Nicolas Jean-de-Dieu Soult · Jean Lannes · Édouard Adolphe Casimir Joseph Mortier · Michel Ney · Louis Nicolas Davout · Jean-Baptiste Bessières · François Christophe Kellermann · François Joseph Lefebvre · Dominique-Catherine de Pérignon · Jean-Mathieu-Philibert Sérurier · Claude Victor-Perrin · Étienne Jacques Joseph Macdonald · Nicolas Charles Oudinot · Auguste de Marmont · Louis Gabriel Suchet · Laurent de Gouvion Saint-Cyr · Józef Poniatowski · Emmanuel de Grouchy
- Bibliothèque nationale de France: cb10706943k (data)
- Gemeinsame Normdatei: 11746791X
- International Standard Name Identifier: 0000 0001 1143 8620
- Base Léonore: LH//2508/78
- SNAC: w6r35qqp
- Système universitaire de documentation: 153984481
- Virtual International Authority File: 161997739
- WorldCat: E39PBJrwVTGmFBP3wtrwFHVQv3